# Allen Fox
Allen Fox est un ancien joueur américain de tennis, né le 25 juin 1939 à Los Angeles.

## Palmarès

### Titres en simple messieurs
| No | Date | Nom et lieu du tournoi                      | Catégorie | Surface | Finaliste    | Score              |  |
| -- | ---- | ------------------------------------------- | --------- | ------- | ------------ | ------------------ |  |
| 1  | 1961 | Tournoi de tennis de Cincinnati, Cincinnati |           | NC      | Billy Lenoir | 3-6, 8-6, 6-2, 6-1 |  |
| 2  | 1966 | Pacific Southwest Tournament, Los Angeles   |           | NC      | Roy Emerson  | 6-3, 6-3           |  |
| 3  | 1966 | Tournoi de tennis du Canada                 |           | NC      | Allan Stone  | 6-4, 6-4, 6-3      |  |

### Finales en simple messieurs
| No | Date       | Nom et lieu du tournoi                      | Catégorie | Surface    | Vainqueur     | Score                   |  |
| -- | ---------- | ------------------------------------------- | --------- | ---------- | ------------- | ----------------------- |  |
| 1  | 1962       | Tournoi de tennis de Cincinnati, Cincinnati |           | NC         | Marty Riessen | 1-6, 6-2, 6-2, 6-3      |  |
| 2  | 01-04-1968 | Caribe Hilton International, San Juan       |           | Dur (ext.) | Mark Cox      | 6-2, 6-1, 4-6, 2-6, 6-2 |  |